# شوان بيلو
شوان بيلو (بالإسبانية: Xuan Bello) هو صحفي وكاتب إسباني، ولد في 1965 في تينيو في إسبانيا.